# Asterocyphella floccosa
Asterocyphella floccosa är en svampart som beskrevs av W.B. Cooke 1961. Asterocyphella floccosa ingår i släktet Asterocyphella och familjen Cyphellaceae.   Inga underarter finns listade i Catalogue of Life.